# Nordend Antistars
Nordend Antistars ist ein Bandprojekt des Böhse-Onkelz-Bassisten Stephan Weidner zusammen mit Daniel Wirtz von Sub7even und der Adlerfront-Frankfurt.

## Hintergrund
Gemeinsam veröffentlichten sie zur Fußball-Weltmeisterschaft 2006 die Single Unser Stadion – Unsere Regeln mit zwei Songs zum Thema Fußball. Neben dem Titelsong, bei welchem es sich um ein stadiontaugliches Lied handelt, enthält die Single den Song Gewinnen kann jeder, der für diejenigen geschrieben wurde, welche Woche für Woche als Verlierer vom Fußballplatz gehen. Bei Unser Stadion – Unsere Regeln ist auch Kevin Russell, Sänger der Böhsen Onkelz, im Hintergrund zu hören. Die Gitarren-Parts übernahm Rupert Keplinger und das Schlagzeug Peter Zettl.
Die Single wurde als Gratis-Download auf Stephan Weidners offizieller Internetseite und als CD angeboten. Die Single wurde auch als Wimpel verpackt in limitierter Auflage verkauft. Der Verkaufserlös wurde gespendet.
Die Single erschien am 2. Juni 2006 und stieg am 16. Juni auf Platz 59 in die deutschen Singlecharts ein. In der Folgewoche stieg sie auf ihre Höchstposition Platz 51. Insgesamt befand sich die Single sechs Wochen in den Charts.
Der Name Nordend Antistars ist auf den Frankfurter Stadtteil Nordend zurückzuführen, in dem das 3R Management (früher: B.O. Management) seinen Sitz hat.
Die beiden Lieder wurden im Juni 2006 beim Treffen des offiziellen Böhse Onkelz Fanklubs B.O.S.C. in Schwarzheide live gespielt.

## Diskografie
- Unser Stadion – Unsere Regeln (Juni 2006)